# Liste der Einträge im National Register of Historic Places im Tunica County

Lage des Tunica Countys in Mississippi

Die Liste der Einträge im National Register of Historic Places im Tunica County in Mississippi führt die Bauwerke und historischen Stätten im Tunica County auf, die in das National Register of Historic Places aufgenommen wurden.
| [ 2 ] | Name                            | Bild                     | Eintragsdatum        | Lage | Ort                   | Beschreibung |
| ----- | ------------------------------- | ------------------------ | -------------------- | --- | --------------------- | ------------ |
| 1     | Beaverdam Site                  |                          | 1978 ID-Nr. 78001631 | Adresse nicht veröffentlicht                                                                                           | Evansville            |              |
| 2     | Canon Site (22-Tu-523)          |                          | 1987 ID-Nr. 86003635 | Adresse nicht veröffentlicht                                                                                           | westlich von Crenshaw |              |
| 3     | Dundee Site (22TU501)           |                          | 1987 ID-Nr. 86003655 | Adresse nicht veröffentlicht                                                                                           | Dundee                |              |
| 4     | Evansville Mounds (22TU502)     |                          | 1987 ID-Nr. 86003632 | Adresse nicht veröffentlicht                                                                                           | Evansville            |              |
| 5     | Hollywood Site                  |                          | 1972 ID-Nr. 72000701 | Adresse nicht veröffentlicht                                                                                           | Tunica                |              |
| 6     | Johnson Cemetery Site (22TU516) |                          | 1987 ID-Nr. 86003633 | Adresse nicht veröffentlicht                                                                                           | Hollywood             |              |
| 7     | Owens Site (22TU512)            |                          | 1987 ID-Nr. 86003657 | Adresse nicht veröffentlicht                                                                                           | Evansville            |              |
| 8     | Tunica Historic District        | Tunica Historic District | 2006 ID-Nr. 06000194 | Abgegrenzt durch Kestevan Alley, Mockingbird Street, Cummins Avenue und die Tunica School 34° 41′ 12″ N, 90° 22′ 28″ W | Tunica                |              |